# Badenstraße 13 (Stralsund)

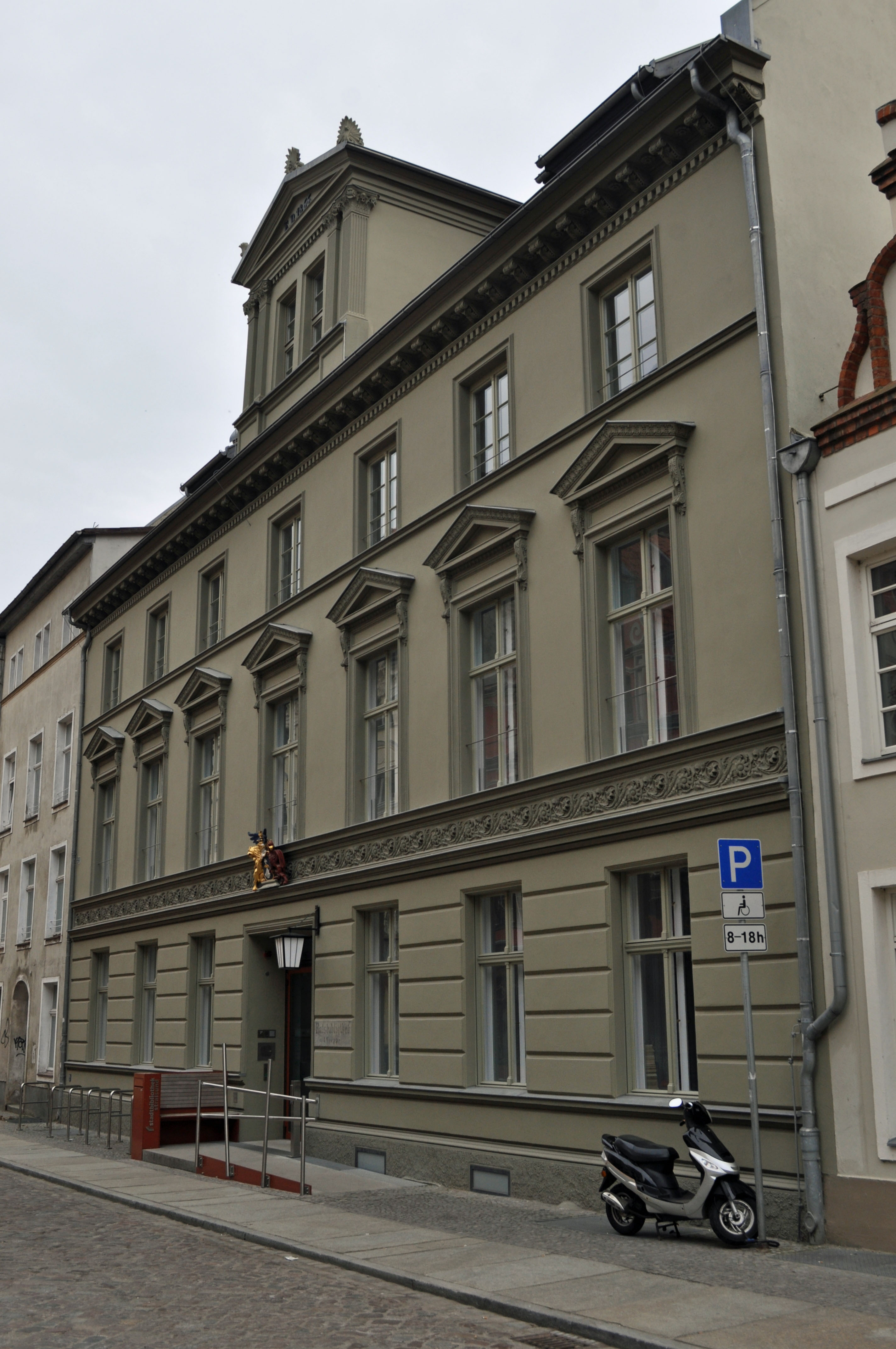
Das Haus Badenstraße 13 in Stralsund (2012)

Das Haus mit der postalischen Adresse Badenstraße 13 ist ein unter Denkmalschutz stehendes Gebäude in der Badenstraße in Stralsund.
Das dreigeschossige, siebenachsige Traufenhaus wurde im 17. Jahrhundert errichtet. Im Jahr 1866 wurde die Fassade umfassend verändert. Das Portal mit dem darüber angeordneten Stadtwappen aus der Schwedenzeit und das übergiebelte Zwerchhaus betonen die Mittelachse. Die Putzfassade weist eine Bänderung im Erdgeschoss, darüber einen geschosstrennenden Fries sowie ein abschließendes Konsolgesims auf. Die Fenster im ersten Obergeschoss sind mit Verdachungen versehen. Außer dem Zwerchhaus sind auch Gauben im Dach eingelassen.
Im Gebäude ist die Stadtbibliothek Stralsund untergebracht.
Das Haus liegt im Kerngebiet des von der UNESCO als Weltkulturerbe anerkannten Stadtgebietes des Kulturgutes „Historische Altstädte Stralsund und Wismar“. In die Liste der Baudenkmale in Stralsund ist es mit der Nummer 59 eingetragen.